# Cmentarz żydowski w Będzinie przy ul. Sieleckiej
Cmentarz żydowski w Będzinie przy ulicy Sieleckiej – został założony pod koniec XIX wieku. Został zniszczony podczas II wojny światowej, a w okresie PRL wybudowano na jego miejscu bazę Państwowej Komunikacji Samochodowej. Część ocalałych macew przeniesiono wówczas na kirkut na Podzamczu. W 2007 roku macewy pochodzące z terenu nekropolii odkryto w konstrukcji rampy kolejowej.